# 코스타스 차나스
코스타스 차나스(그리스어: Κώστας Τσάνας, 1967년 8월 22일, 키리아키 ~)는 전 그리스의 축구 선수이자, 축구 감독이다.
그는 레바디아코스에서 활약 (1985-1995) 하다 나중에 칼라마타로 이적했다. 그는 이후 아티나이코스 (1996-1999)에서 활약하다가 에트니코스 피레아스에서 선수경력을 끝냈다. 1992-93 시즌, 그는 14골로 그리스 2부리그 득점왕이었다. 그는 총 257번의 1부 리그 경기, 75번의 2부 리그 경기에 출전해 각각 30골, 25골씩 넣었다.
2001년, 그는 아티나이코스 유소년팀 감독을 맡았다. 그는 2005년에 아티나이코스 사령탑에 취임해 처음으로 감독을 맡았고, 2006년에 일리시아코스 감독을 맡았다. 2008-09 시즌에 그는 AEK의 스카우트로 근무했다.
그는 이후 국가대표팀으로 들어가 U-19 국가대표팀과 U-21 국가대표팀의 수석코치를 맡게 되었다. 2011년 10월, 그는 그리스 U-19 국가대표팀 감독에 취임해 팀을 2012년 UEFA U-19 유럽 축구 선수권 대회 준우승을 이끌어냈다.
2012년 8월부터, 그는 그리스 U-21 국가대표팀 감독을 맡았다. 클라우디오 라니에리 그리스 성인 국가대표팀 감독이 2014년 11월 14일, 페로 제도와의 UEFA 유로 2016 예선전 경기에서 패하자 성적 부진으로 경질되었고, 그의 자리를 차나스가 임시로 대신했다.